# 道の駅サザンセトとうわ
道の駅サザンセトとうわ（みちのえき サザンセトとうわ）は、山口県大島郡周防大島町にある国道437号の道の駅である。
道の駅のすぐ裏が瀬戸内海であり、道の駅からも瀬戸内海を望める。

## 歴史
- 1996年（平成8年）8月5日 - 道の駅第11回登録において、「道の駅サザンセトとうわ」として登録

## 施設
- 駐車場：103台
  - 普通車：100台
  - 大型車：3台
  - 身障者用：3台
- トイレ
  - 男：大 3器、小 6器
  - 女：6器
  - 身障者用：2器
- 公衆電話：1台
- レストラン（11:00 - 15:00（定食等）、11:00 - 17:00（軽食）、10:00 - 18:00（喫茶））
- 売店
- 休憩所
- 公園
- 博物館「服部屋敷」（10:00 - 15:00）
- 郵便ポスト（平野郵便局）

## 休館日
- 毎週水曜日（祝日の場合、翌日）

## アクセス
- 国道437号 - 登録路線
  - 山口県道108号地家室白木港線
  - 山口県道109号白木山線

## 周辺
- 片添ヶ浜海水浴場
- 白木山 (周防大島)
- 陸奥記念館
- なぎさ水族館
- 星野哲郎記念館
- 伊保田港 - 柳井港・松山港へのフェリーが発着する。